# King of the Doghouse
King of the Doghouse è un album di Francis Rossi, uscito nel 1996.

## Tracce
1. King of the Doghouse - 3:35 - (T. McAnnaney)
2. I Don't Know - 4:21 - (T. McAnnaney)
3. Darlin' - 3:48 - (T. McAnnaney)
4. Give Myself to Love - 3:03 - (T. McAnnaney)
5. Isaac Ryan - 4:19 - (Rossi/Frost)
6. Happy Town - 3:43 - (T. McAnnaney)
7. Wherever You Go - 3:09 - (T. McAnnaney)
8. Bluewater - 5:07 - (T. McAnnaney)
9. The Fighter- 5:29 - (Rossi/Frost)
10. Someone Show Me - 3:37 - (Rossi/Frost)

## Formazione
- Francis Rossi (chitarra solista, voce)
- Markus Brown (cori, tastiere, percussioni)
- Nigel Hitchcok (Fiati)
- Nigel Sidwel (Fiati)
- Steve Sidwel (Fiati)
- Gerard Precencer (Tromba)
- Antony Macastoptalhiss (Chitarra, Bazooke)
- Sonia Jones (cori)
- Dave Taggart (cori)
- Simon Rossi (cori)
- Nick Rossi (cori)
- Carole Kenyan (cori)